# ジダン・アーマー・イクバル
ジダン・アーマー・イクバル（アラビア語: زيدان عمار إقبال、Zidane Aamar Iqbal、2003年4月27日 - ）は、イングランド・マンチェスター出身のサッカー選手。イラク代表。ポジションはMF。

## 経歴
パキスタン人の父親とイラク人の母親のもとマンチェスターに生まれ、聖マーガレット・C of E小学校で学ぶ傍ら、父親の誘いで地元のサッカースクールであるセール・ユナイテッドFCに連れられてサッカーを始めた。
9歳でマンチェスター・ユナイテッドのユースに入団すると、16歳の頃には飛び級でユナイテッドの18歳以下のチームの一員としてプレーし、2021年4月にユナイテッドとプロ契約を結んだ。
2021年12月8日、UEFAチャンピオンズリーグのBSCヤングボーイズ戦でトップチームデビューを果たした。一方、リザーブチームでも16試合に先発出場して2ゴールを挙げ、トップチームデビューから半年後の2022年6月には1年間の契約延長オプション付きの3年契約で契約を延長した。
2022-23シーズン開幕前のプレシーズン中には、エリック・テン・ハフ新監督に見出されてトップチームに帯同し、シーズン開幕後にもベンチ入りする機会こそあったものの出場機会は得られず、主にリザーブチームでプレーした。
2023年6月23日、FCユトレヒトに移籍した。

### 代表
イラク、パキスタン、イングランドの代表選手としてプレー資格を持ち、2021年6月には20歳以下のアラブカップに出場するU-20イラク代表に招集されたが、COVID-19の流行によりマンチェスター・ユナイテッドから渡航が許可されなかったためチームに合流することはなかった。
2021年9月、イクバルはアラブ首長国連邦でのトレーニングキャンプで23歳以下のイラク代表に初招集され、4日のU-23UEA戦で先発出場してデビューを果たした。翌月、イクバルはサウジアラビアで開催されるU-23西アジアサッカー選手権に参加するためのU-23イラク代表のメンバーに選出され、8日のU-23レバノン戦でイクバルはキャプテンとして出場し、初ゴールを決めた。
2022年1月27日、2022 FIFAワールドカップ・アジア3次予選・イラン戦にてA代表デビューを果たした。

## 個人成績

### クラブでの成績
2023年9月7日現在
| クラブ                     | シーズン       | リーグ戦           | リーグ戦 | リーグ戦 | カップ戦 | カップ戦 | 国際大会 | 国際大会 | その他 | その他 | 通算 | 通算 |
| クラブ                     | シーズン       | ディビジョン       | 出場     | 得点     | 出場     | 得点     | 出場     | 得点     | 出場   | 得点   | 出場 | 得点 |
| -------------------------- | -------------- | ------------------ | -------- | -------- | -------- | -------- | -------- | -------- | ------ | ------ | ---- | ---- |
| マンチェスター・U リザーブ | 2019-20        | U-18プレミアリーグ | 2        | 1        | 1        | 0        | -        | -        | -      | -      | 3    | 1    |
| マンチェスター・U リザーブ | 2020-21        | U-18プレミアリーグ | 14       | 6        | -        | -        | -        | -        | -      | -      | 14   | 6    |
| マンチェスター・U リザーブ | 2020-21        | プレミアリーグ2    | 1        | 0        | -        | -        | -        | -        | -      | -      | 1    | 0    |
| マンチェスター・U リザーブ | 2021-22        | プレミアリーグ2    | 18       | 2        | 3        | 1        | 4        | 1        | -      | -      | 25   | 4    |
| マンチェスター・U リザーブ | 2022-23        | プレミアリーグ2    | 10       | 0        | 3        | 0        | 0        | 0        | -      | -      | 13   | 0    |
| マンチェスター・U リザーブ | クラブ通算     | クラブ通算         | 45       | 9        | 7        | 1        | 4        | 1        | -      | -      | 56   | 11   |
| マンチェスター・U          | 2021-22        | プレミアリーグ     | 0        | 0        | 0        | 0        | 1        | 0        | -      | -      | 1    | 0    |
| マンチェスター・U          | 2022-23        | プレミアリーグ     | 0        | 0        | 0        | 0        | 0        | 0        | -      | -      | 0    | 0    |
| マンチェスター・U          | クラブ通算     | クラブ通算         | 0        | 0        | 0        | 0        | 1        | 0        | -      | -      | 1    | 0    |
| ユトレヒト                 | 2023-24        | エールディヴィジ   |          |          |          |          |          |          |        |        |      |      |
| キャリア総通算             | キャリア総通算 | キャリア総通算     | 45       | 9        | 7        | 1        | 5        | 1        | -      | -      | 57   | 11   |

### 代表での成績
イラク代表 4試合0得点（2022年 - ）
| イラク代表 | 国際Aマッチ | 国際Aマッチ |
| 年         | 出場        | 得点        |
| ---------- | ----------- | ----------- |
| 2022       | 2           | 0           |
| 2023       | 2           | 0           |
| 通算       | 4           | 0           |